# Rick Chartraw
Raymond Richard Chartraw, Rick Chartraw, (né le 13 juillet 1954 à Caracas au Venezuela) est un joueur professionnel américain de hockey sur glace.

## Carrière de joueur
En commençant sa carrière dans la Ligue nationale de hockey lors de la saison 1974-1975, il devient le premier joueur né au Venezuela de la ligue, il est toujours le seul. Il voit le jour dans ce pays alors que son père américain y travaille. Après quatre ans, toute la famille retourne aux États-Unis pour s'établir Pennsylvanie.
Après son stage junior au Canada, il est sélectionné par les Canadiens de Montréal avec lesquels il fait ses débuts professionnels. Il y remporte la Coupe Stanley à quatre reprises. Il en ajoutera une autre plus tard avec les Oilers d'Edmonton. Il passe ensuite aux mains des Kings de Los Angeles. Il n'y joue qu'une soixantaine de parties en deux saisons. Par la suite, il fait un bref passage avec les Rangers de New York et avec les Oilers d'Edmonton.

## Statistiques

### En club
| Saison     | Équipe                          | Ligue      |     | Saison régulière | Saison régulière | Saison régulière | Saison régulière | Saison régulière |   | Séries éliminatoires | Séries éliminatoires | Séries éliminatoires | Séries éliminatoires | Séries éliminatoires |
| Saison     | Équipe                          | Ligue      | PJ  | B                | A                | Pts              | Pun              | PJ               | B | A                    | Pts                  | Pun                  |                      |                      |
| 1972-1973  | Rangers de Kitchener            | OHA Jr.    | 59  | 10               | 22               | 32               | 101              | -                | - | -                    | -                    | -                    |                      |                      |
| 1973-1974  | Rangers de Kitchener            | OHA Jr.    | 70  | 17               | 44               | 61               | 150              | -                | - | -                    | -                    | -                    |                      |                      |
| 1974-1975  | Voyageurs de la Nouvelle-Écosse | LAH        | 58  | 7                | 20               | 27               | 148              | 6                | 1 | 2                    | 3                    | 4                    |                      |                      |
| 1974-1975  | Canadiens de Montréal           | LNH        | 12  | 0                | 0                | 0                | 6                | -                | - | -                    | -                    | -                    |                      |                      |
| 1975-1976  | Voyageurs de la Nouvelle-Écosse | LAH        | 33  | 12               | 24               | 36               | 49               | -                | - | -                    | -                    | -                    |                      |                      |
| 1975-1976  | Canadiens de Montréal           | LNH        | 16  | 1                | 3                | 4                | 25               | 2                | 0 | 0                    | 0                    | 0                    |                      |                      |
| 1976-1977  | Canadiens de Montréal           | LNH        | 43  | 3                | 4                | 7                | 59               | 13               | 2 | 1                    | 3                    | 17                   |                      |                      |
| 1977-1978  | Canadiens de Montréal           | LNH        | 68  | 4                | 12               | 16               | 64               | 10               | 1 | 0                    | 1                    | 10                   |                      |                      |
| 1978-1979  | Canadiens de Montréal           | LNH        | 62  | 5                | 11               | 16               | 29               | 16               | 2 | 1                    | 3                    | 24                   |                      |                      |
| 1979-1980  | Canadiens de Montréal           | LNH        | 66  | 5                | 7                | 12               | 35               | 10               | 2 | 2                    | 4                    | 0                    |                      |                      |
| 1980-1981  | Canadiens de Montréal           | LNH        | 14  | 0                | 0                | 0                | 4                | -                | - | -                    | -                    | -                    |                      |                      |
| 1980-1981  | Kings de Los Angeles            | LNH        | 21  | 1                | 6                | 7                | 28               | 4                | 0 | 1                    | 1                    | 4                    |                      |                      |
| 1981-1982  | Nighthawks de New Haven         | LAH        | 33  | 3                | 9                | 12               | 39               | -                | - | -                    | -                    | -                    |                      |                      |
| 1981-1982  | Kings de Los Angeles            | LNH        | 33  | 2                | 8                | 10               | 56               | 10               | 0 | 2                    | 2                    | 17                   |                      |                      |
| 1982-1983  | Kings de Los Angeles            | LNH        | 31  | 3                | 5                | 8                | 31               | -                | - | -                    | -                    | -                    |                      |                      |
| 1982-1983  | Rangers de New York             | LNH        | 26  | 2                | 2                | 4                | 37               | 9                | 0 | 2                    | 2                    | 6                    |                      |                      |
| 1983-1984  | Oilers de Tulsa                 | LCH        | 28  | 1                | 4                | 5                | 25               | -                | - | -                    | -                    | -                    |                      |                      |
| 1983-1984  | Rangers de New York             | LNH        | 4   | 0                | 0                | 0                | 4                | -                | - | -                    | -                    | -                    |                      |                      |
| 1983-1984  | Oilers d'Edmonton               | LNH        | 24  | 2                | 6                | 8                | 21               | 1                | 0 | 0                    | 0                    | 2                    |                      |                      |
|            |                                 |            |     |                  |                  |                  |                  |                  |   |                      |                      |                      |                      |                      |
| 1992-1993  | Jets de Los Angeles             | SCSHL      | 4   | 2                | 2                | 4                | 6                | -                | - | -                    | -                    | -                    |                      |                      |
| Totaux LNH | Totaux LNH                      | Totaux LNH | 420 | 28               | 64               | 92               | 399              | 75               | 7 | 9                    | 16                   | 80                   |                      |                      |

### En équipe nationale
| Année | Équipe     | Compétition  |   | PJ | B | A | Pts | Pun         |  | Résultat |
| 1976  | États-Unis | Coupe Canada | 5 | 0  | 0 | 0 | 8   | 5e position |  |          |

## Trophées
- OHA Jr.
  - Première équipe d'étoiles en 1973-74¸
- Ligue américaine de hockey
  - Première équipe d'étoiles en 1974-75
- Ligue nationale de hockey
  - Coupe Stanley en 1976, 1977, 1978, 1979 et 1984

## Transactions
- 17 février 1981 : échangé aux Kings de Los Angeles par les Canadiens de Montréal en retour d'un choix de 2e ronde des Kings de Los Angeles au repêchage de 1983 (qui sélectionnent Claude Lemieux).
- 13 janvier 1983 : réclamé au ballotage par les Rangers de New York des Kings de Los Angeles.
- 20 janvier 1984 : échangé aux Oilers d'Edmonton par les Rangers de New York en retour d'un choix de 9e ronde au repêchage de 1984 (qui sélectionnent Heinz Ehlers).